# Paradaksha composita
Paradaksha composita är en insektsart som först beskrevs av Melichar 1902.  Paradaksha composita ingår i släktet Paradaksha och familjen Flatidae. Inga underarter finns listade i Catalogue of Life.